# La Paz (estado do México)
La Paz é um dos 125 municípios do estado do México, situado na parte leste da entidade federativa. Possui uma população de 293.725 habitantes, distribuída em uma área de 26,71 km².
Faz fronteira com Chicoloapan, Chimalhuacán e Nezahualcóyotl a norte; com Ixtapaluca e Valle de Chalco Solidaridad a sul; com Iztapalapa a oeste; e com Chicoloapan e Ixtapaluca a leste. La Paz compõe, junto com outros municípios, a Região Metropolitana do Vale do México.

## Transportes

### Metrô da Cidade do México
La Paz é atendido pelas seguintes estações do Metrô da Cidade do México:
- La Paz
- Los Reyes